# Zonophryxus retrodens
Zonophryxus retrodens là một loài chân đều trong họ Dajidae. Loài này được Richardson miêu tả khoa học năm 1903.